# JDAM
JDAM eller Joint Direct Attack Munition är ett amerikanskt tilläggspaket som konverterar vanliga flygbomber till precisionsstyrda bomber. Bomber med JDAM styrs av GPS och tröghetsnavigering och är oberoende av väder eller vapenbärarens förmåga att upptäcka målet.

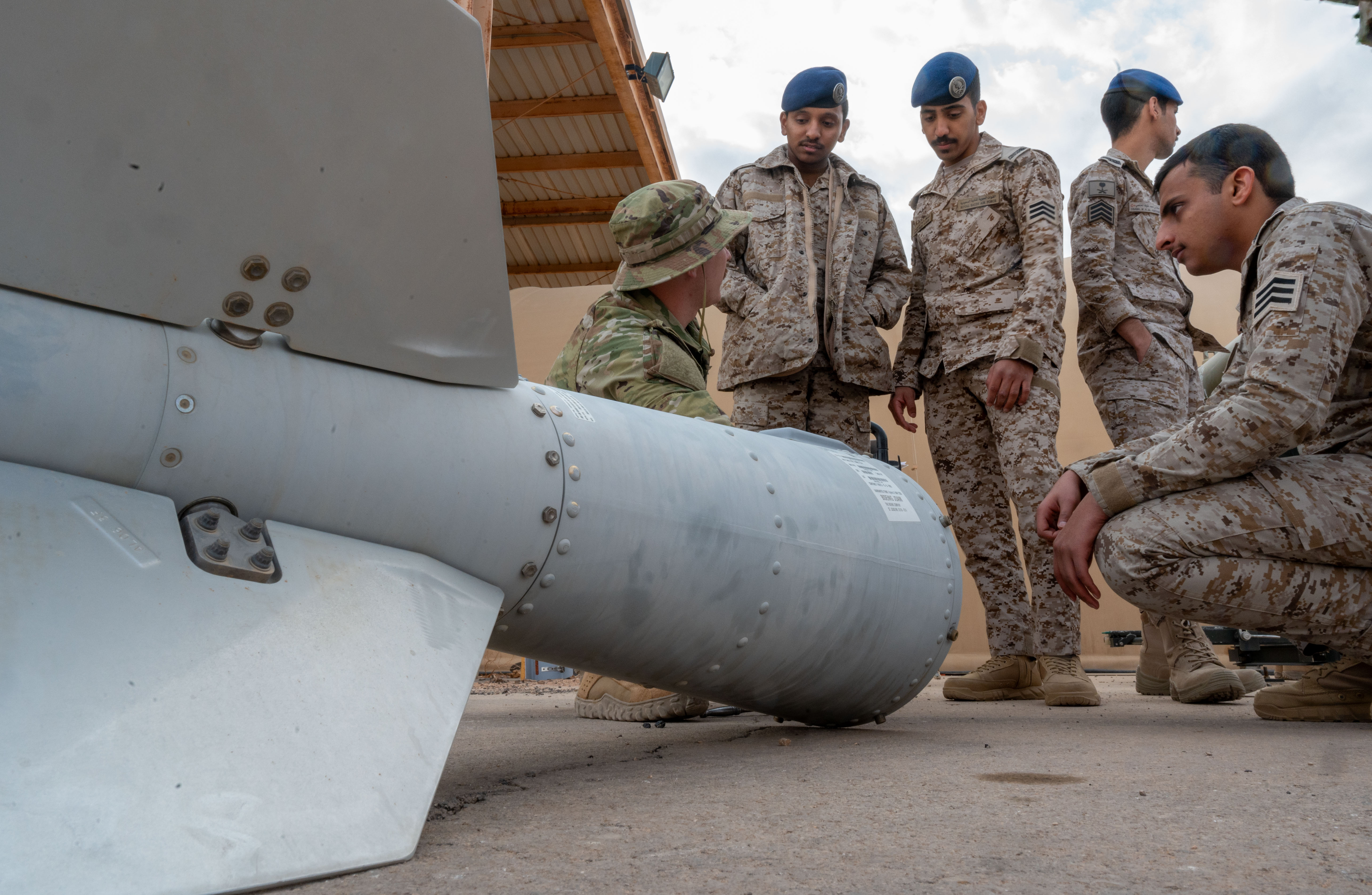
Fensektionen från en JDAM förevisas för Saudisk flygvapenpersonal.

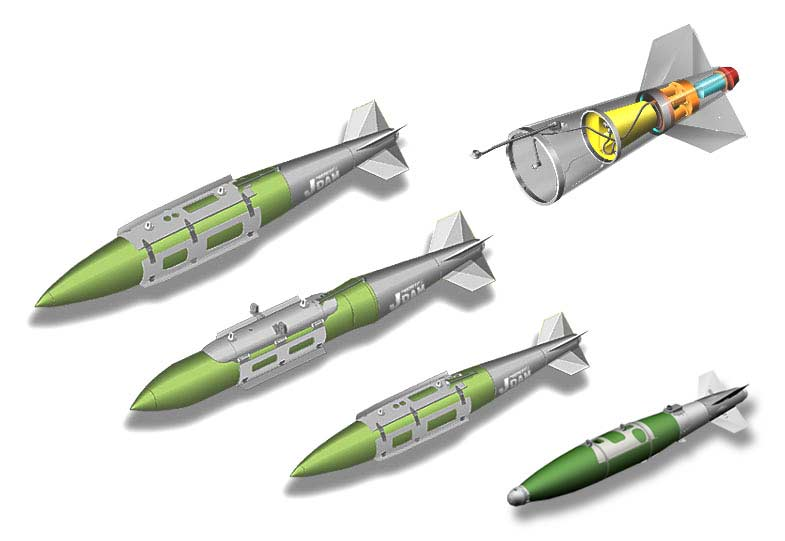
Flera olika typer av bomber kan förses med JDAM-paket.

## Utveckling
De amerikanska bombningarna under Kuwaitkriget var inte lika framgångsrika som förväntat, ofta på grund av dåligt väder. Laserstyrda bomber som Paveway hade utmärkt precision i klart väder, men var otillförlitliga när sikten begränsades av moln, rök eller liknande. TV-styrda bomber som GBU-15 försedda med värmekamera var mindre väderkänsliga, men var i gengäld dyra och kunde bara fällas från flygplan med två mans besättning eftersom de krävde en vapenofficer för att hantera dem. Men eftersom många av målen var stationära väcktes tanken att bomber styrda av GPS eller tröghetsnavigering skulle kunna vara fördelaktiga. GPS-nätet var ännu inte helt uttbyggt och tröghetsnavigering hade på egen hand inte tillräcklig precision. Därför valdes ett förlag från McDonnell Douglas som kombinerade båda teknikerna. År 1992 inleddes ett testprogram på Eglin Air Force Base och i februari 1993 genomfördes den första skarpa fällningen med en JDAM-försedd bomb. Totalt fälldes 450 bomber under testprogramet.
Martin Marietta utvecklade ett liknande system och beteckningarna GBU-29 samt GBU-30 reserverades för dessa, men dessa sattes aldrig i produktion då McDonnell Douglas variant valdes i stället.

## Konstruktion
JDAM består av en fensektion och en gördel. Fensektionen fästs baktill på bombkroppen och innehåller all elektronik och styrsystem. Den är till utseendet snarlik de ursprungliga fensektionerna till bomberna i Mark 80-serien. Gördeln fästs runt bombens liv och består av fyra långsmala stabiliseringsfenor samt den elektriska förbindelsen med vapenbäraren. Målets koordinater kan matas in i bomben på marken innan start, av piloten under flygning eller via datalänk under flygning utan pilotens inblandning.

## Användning
Första gången som JDAM-bomber användes i strid var under operation Allied Force 1999 när bombplan av typen B-2 Spirit använde dem för att slå ut det serbiska luftförsvaret. Framgångarna gjorde att JDAM-programmet utvidgades från att bara omfatta Mark 84 till att även omfatta de lättare bomberna Mark 83 och Mark 82. Sedan dess har JDAM använts i nästan alla militära konflikter som USA har varit involverad i som Afghanistankriget, Irakkriget och Libyen. Den har också använts av Turkiet mot kurder i Syrien, av Saudiarabien i Jemen, av Israel mot Hamas och av Ukraina mot Ryssland.

## Varianter

### JDAM-ER
JDAM-ER (JDAM Extended Range) är en variant där gördeln runt bombens liv har bytts ut mot en gördel med utfällbara vingar som utökar bombens räckvidd till cirka 80 km. JDAM-ER används inte av USA utan har bara sålts på export till Australien, Sydkorea och Ukraina.

### QS-ER
Eftersom JDAM utgör fensektionen är den inte kompatibel med någon annan variant i Mark 80-serien som också kräver en särskild fensektion, till exempel sonarn Mark 57 som gör att bomberna kan användas som bottenfasta sjöminor. Därför fick Boeing år 2021 en beställning av USA:s flotta på en variant av JDAM-ER som skulle kunna användas för att lägga Quickstrike-minor från avstånd. Kombinationen går under namnet Quickstrike-ER eller QS-ER. Även USA:s flygvapen har införskaffat QS-ER för att användas som beväpning på B-52H.

### PJDAM
PJDAM (Powered JDAM) är en variant av JDAM-ER som även innehåller en liten TDI J85 jetmotor med 0,9 kN dragdraft. PJDAM är i praktiken en kryssningsrobot med en räckvidd på cirka 500 km. PJDAM marknadsförs av Boeing men hittills (2025) har den inte fått några köpare.

### LJDAM
LJDAM (Laser JDAM) är en variant som har kompletterats med en lasermålsökare för att kunna användas mot rörliga mål. Målsökaren är inte samma som i Paveway utan en nyutvecklad målsökare från Israeliska Elbit Systems med beteckningen DSU-38.

### Beteckningar
- GBU-31 – Mark 84 eller BLU-109 med JDAM
- GBU-32 – Mark 83 eller BLU-110 med JDAM
- GBU-38 – Mark 82 eller BLU-111 med JDAM
- GBU-54 – Mark 82 med LJDAM
- GBU-55 – Mark 83 med LJDAM
- GBU-56 – Mark 84 med LJDAM